# ヨハンディ・モラレス
ヨハンディ・モラレス（Yohandy Morales, 2001年10月9日 - ）は、アメリカ合衆国フロリダ州マイアミ出身の野球選手（三塁手）。右投右打。NCAAのマイアミ大学所属。

## 経歴
マイアミ大学では2021年に58試合に出場して打率.284、11本塁打、45打点を記録した。
2022年は60試合に出場して打率.329、18本塁打、59打点を記録した。NCAAトーナメント1回戦のカニシャス大学戦ではマイアミ大学史上4人目となる1試合3本塁打を記録した。また、同年行われたハーレムベースボールウィークのアメリカ合衆国代表に選出された。
2023年のMLBドラフト2巡目(全体40位)でワシントン・ナショナルズから指名された。

## 家族
父のアンディ・モラレスはキューバ出身の元プロ野球選手で、ニューヨーク・ヤンキースやボストン・レッドソックスの傘下に在籍していた他、キューバ代表に選出されたこともある。

## 詳細情報

### 代表歴
- 2022 ハーレムベースボールウィーク アメリカ合衆国代表